# 94356 Naruto
94356 Naruto este un asteroid din centura principală de asteroizi.

## Descriere
94356 Naruto este un asteroid din centura principală de asteroizi. A fost descoperit pe 28 august 2001 la Kuma Kogen de Akimasa Nakamura. Asteroidul prezintă o orbită caracterizată de o semiaxă mare de 2,26 ua, o excentricitate de 0,14 și o înclinație de 5,9° în raport cu ecliptica.